# 塔尼夫卡
47°3′17″N 30°57′52″E / 47.05472°N 30.96444°E
塔尼夫卡（烏克蘭語：Танівка）是位於烏克蘭西南部的村莊，由敖德萨州贝雷济夫卡区的貝雷濟夫卡市鎮負責管轄。該村始建於1920年，面積0.64平方公里，海拔高度58米，2001年人口135，人口密度每平方公里210.94人。